# 641型潜艇
F级潜艇（苏联代号：641型，北约代号：Foxtrot，狐步级）是苏联海军的一级常规动力攻击潜艇。它由W级和R级潜艇改进而来，取代Z級潛艇，Z級潛艦因結構缺陷以及共振問題，使得該級艦在潛航深度以及下潛速度上均不符合設計需求；第一艘狐步級在1957年鋪設龍骨，1958年服役。在蘇聯海軍中共有58艘狐步級，但包含軍援或出售給蘇聯盟邦，狐步級總計生產75艘。它同時也是前蘇聯最後一款使用傳統構型設計的潛艦，在本級艦以後，為了追求水下高速，前蘇聯開始以淚滴型潛艦作為艦隊主力。

## 使用情况
作为核动力潜艇投入使用前的最后一批常规动力攻击潜艇，F级的航程、续航能力都与前者相差甚远，即便如此仍然有为数众多的F级被投入到使用之中，从波罗的海到太平洋的各大海域中都能见到它的身影。在1984年，前苏联北方舰队拥有28艘F级，波罗的海舰队拥有5艘，太平洋舰队拥有27艘。退役之后的F级潜艇有许多被当做了博物馆，如停泊在列宁格勒的B413号，停泊在美国加利福尼亚州圣迭戈市的B39号等。
在蘇聯於1991年解體改組為俄羅斯後，為了節省預算，老舊的戰鬥武器迅速退出戰列，俄羅斯海軍F級潛艦多半在1995年之前除役，最後一艘退役艦為B-29號，在2003年退役。在國外服役的F級則稍微比本國要長命一些，正常使用的F級當中最後除役的是印度海軍，操作至2010年；而烏克蘭海軍的札波羅結號潛艦在2007年聲稱要販售國外後一直沒有買家，在2011-2013年進行大修，但是在2014年3月23日克里米亞危機發生時，駐留在塞凡堡的札波羅結號在港口被攻佔後向俄羅斯海軍投誠，成為目前仍在役的最後一艘F級。

## 古巴导弹危机
古巴导弹危机中，四艘狐步级潜艇(B-4, B-36, B-59以及B-130)被派往古巴加强防卫，这些潜艇装备了拥有核弹头的鱼雷。1962年10月27日，美軍驅逐艦發現這些潛艦，並用訓練用深彈威嚇攻擊，迫使其上浮對峙。而其中三条都被美海军逼迫上浮，但B59卻失去聲納方位接觸，只好將就隨便轟炸予以警告。不料B59号潜艇受到美国海军驱逐舰投放训练深水炸弹威胁，艦長誤會戰爭爆發，險些發射核彈頭魚雷攻擊美軍艦隊，但副長兼艦隊參謀長瓦西里·阿爾希波夫保持冷靜，堅持不肯同意，最後成功說服艦長讓B59號上浮，等候莫斯科的命令，化解危機，只能說“双方从领导人到海军军官都還有人想避免冲突冷静头脑，他们的职业水准，再加一点运气使得核危机始终被控制着”。